# Färöische Fußballmeisterschaft 1977
Die Färöische Fußballmeisterschaft 1977 wurde in der 1. Deild genannten ersten färöischen Liga ausgetragen und war insgesamt die 35. Saison. Sie startete am 30. April 1977 mit dem Spiel von Fram Tórshavn gegen TB Tvøroyri und endete am 2. Oktober 1977.
Aufsteiger Fram Tórshavn war der 13. Teilnehmer der höchsten Spielklasse nach Einführung des Ligaspielbetriebs 1947. Damit spielten mit B36 Tórshavn, Fram und HB Tórshavn zum ersten Mal drei Vereine aus derselben Stadt in der ersten Liga. Dies konnte erst 2007 wiederholt werden. Meister wurde Titelverteidiger TB Tvøroyri, die den Titel somit zum fünften Mal erringen konnten. Absteigen musste hingegen Fram Tórshavn nach einem Jahr Erstklassigkeit.
Im Vergleich zur Vorsaison verschlechterte sich die Torquote auf 3,21 pro Spiel. Den höchsten Sieg erzielte ÍF Fuglafjørður mit einem 7:1 im Heimspiel gegen Fram Tórshavn am dritten Spieltag, was zugleich das torreichste Spiel darstellte.

## Modus
In der 1. Deild spielte jede Mannschaft an zwölf Spieltagen jeweils zwei Mal gegen jede andere. Die punktbeste Mannschaft zu Saisonende stand als Meister dieser Liga fest, die letzte Mannschaft stieg in die 2. Deild ab.

## Saisonverlauf

### Meisterschaftsentscheidung
TB Tvøroyri startete mit drei Siegen aus den ersten vier Spielen in die Saison und setzte sich somit direkt zu Beginn an die Tabellenspitze. Am sechsten Spieltag mussten sie diese jedoch nach einem 0:0-Unentschieden im Auswärtsspiel gegen KÍ Klaksvík an HB Tórshavn abgeben, welche ebenfalls noch ungeschlagen waren. Doch das änderte sich schon am nächsten Spieltag, als beide Mannschaften aufeinandertrafen und TB im Heimspiel mit einem 1:0-Sieg die Führung zurückerobern konnte. Trotz einer 1:2-Niederlage am elften Spieltag im Auswärtsspiel gegen ÍF Fuglafjørður gaben sie die Führung nicht mehr ab. Die Entscheidung um die Meisterschaft fiel dennoch erst am letzten Spieltag. TB Tvøroyri führte bei besserer Tordifferenz mit zwei Punkten vor HB Tórshavn, die jedoch ihr Heimspiel im direkten Duell gegen TB mit 0:3 verloren.

### Abstiegskampf
Fram Tórshavn kassierte zu Beginn der Saison drei Niederlagen und fand sich somit am Tabellenende wieder. Dieses konnte nach einem 3:1-Heimsieg gegen B36 Tórshavn und einem 1:1 im Auswärtsspiel gegen HB Tórshavn wieder verlassen werden. Den letzten Platz nahm kurzzeitig KÍ Klaksvík ein, welche sich nach einem 0:0 im Heimspiel gegen TB Tvøroyri am sechsten Spieltag wieder an Fram vorbeischoben und ÍF Fuglafjørður auf den letzten Platz verwiesen. Nachdem ÍF schon am nächsten Spieltag im Heimspiel gegen KÍ mit 4:1 gewinnen konnte, befand sich erneut Fram Tórshavn auf dem letzten Platz. Bis zum Saisonende gelang kein einziges Tor mehr, so dass am zwölften Spieltag nach einem 0:3 im Heimspiel gegen HB Tórshavn der Abstieg besiegelt wurde, da der direkte Konkurrent B36 Tórshavn den Abstand durch ein 1:1 im Auswärtsspiel gegen KÍ Klaksvík auf drei Punkte bei noch einem ausstehenden Spiel für Fram vergrößern konnte.

## Abschlusstabelle
| Pl. | Verein            | Sp. | S | U | N | Tore    | Diff. | Punkte |
| --- | ----------------- | --- | - | - | - | ------- | ----- | ------ |
| 1.  | TB Tvøroyri (M)   | 12  | 9 | 2 | 1 | 033:700 | +26   | 20:40  |
| 2.  | HB Tórshavn (P)   | 12  | 7 | 2 | 3 | 023:900 | +14   | 16:80  |
| 3.  | VB Vágur          | 12  | 7 | 1 | 4 | 022:190 | +3    | 15:90  |
| 4.  | ÍF Fuglafjørður   | 12  | 6 | 1 | 5 | 026:160 | +10   | 13:11  |
| 5.  | KÍ Klaksvík       | 12  | 3 | 2 | 7 | 013:230 | −10   | 08:16  |
| 6.  | B36 Tórshavn      | 12  | 2 | 4 | 6 | 012:280 | −16   | 08:16  |
| 7.  | Fram Tórshavn (N) | 12  | 1 | 2 | 9 | 006:330 | −27   | 04:20  |

Platzierungskriterien: 1. Punkte – 2. Tordifferenz – 3. geschossene Tore

| (M) | Meister des Vorjahrs           |
| (P) | Pokalsieger des Vorjahrs       |
| (N) | Neuaufsteiger aus der 2. Deild |

## Spiele und Ergebnisse
|                 | B36 | Fram | HB  | ÍF  | KÍ  | TB  | VB  |
| --------------- | --- | ---- | --- | --- | --- | --- | --- |
| B36 Tórshavn    |     | 0:0  | 0:4 | 2:0 | 3:1 | 2:2 | 1:1 |
| Fram Tórshavn   | 3:1 |      | 0:3 | 0:4 | 0:3 | 0:4 | 1:2 |
| HB Tórshavn     | 5:0 | 1:1  |     | 2:1 | 3:0 | 0:3 | 1:3 |
| ÍF Fuglafjørður | 5:1 | 7:1  | 0:0 |     | 4:1 | 2:1 | 1:4 |
| KÍ Klaksvík     | 1:1 | 2:0  | 0:1 | 0:1 |     | 0:0 | 4:3 |
| TB Tvøroyri     | 5:1 | 3:0  | 1:0 | 2:1 | 5:0 |     | 6:1 |
| VB Vágur        | 1:0 | 3:0  | 0:3 | 2:0 | 2:1 | 0:1 |     |

## Spielstätten
| Mannschaft      | Stadion        | Spielort     |
| --------------- | -------------- | ------------ |
| B36 Tórshavn    | Gundadalur     | Tórshavn     |
| Fram Tórshavn   | Gundadalur     | Tórshavn     |
| HB Tórshavn     | Gundadalur     | Tórshavn     |
| ÍF Fuglafjørður | Í Fløtugerði   | Fuglafjørður |
| KÍ Klaksvík     | Við Djúpumýrar | Klaksvík     |
| TB Tvøroyri     | Sevmýri        | Tvøroyri     |
| VB Vágur        | Á Eiðinum      | Vágur        |

## Nationaler Pokal
Im Landespokal gewann TB Tvøroyri mit 1:3 und 3:0 gegen VB Vágur und erreichte dadurch das Double.